# Mikroevolucija
Mikroevolucija je promjena u frekvenciji alela koja se događa tijekom vremena unutar populacije. Ova promjena nastaje je zbog četiri različita procesa: mutacije, selekcije (prirodne i umjetne), genskog toka i genskog pomaka. Mikroevolucija se odvija tijekom relativno kratkog (u evolucijskom smislu) vremena u usporedbi s promjenama koje nazivamo makroevolucijom.
Populacijska genetika je grana biologije koja pruža matematičku podlogu za proučavanje procesa mikroevolucije. Ekološka genetika bavi se promatranjem mikroevolucije u prirodnom okolišu. Obično, slučajevi evolucije koje možemo uočiti u prirodi su primjeri baš mikroevolucije, primjerice evoluciju bakterijskih sojeva koji imaju rezistenciju na antibiotike.
Mikroevolucija može dovesti do specijacije koja omogućava nastavak evolucije živih vrsta kroz procese makroevolucije.

## Razlika u odnosu na makroevoluciju
Makroevoluciju karakterizira fokus na varijacije između pojedinih vrsta  ("odabir vrsta"), za razliku od fokusa na varijacije unutar pojedine vrste što je područje evolucijske znanosti koje proučava mikroevolucija. Prirodni odabir vrsta može se odvijati kroz (a) makroveolucijski efekt, gdje nasljedne osobine na razini organizma (akumulirane osobine) direktno utječu na stope specijacije i izumiranja, i (b) prirodni odabir vrsta u užem smislu, gdje na stopu specijacije i izumiranja pretežno utječu svojstva na razini cijele vrste (npr. zemljopisna rasprostranjenost). Makroevolucija sama po sebi ne proizvodi evolucijske novine, ali utječe na stopu širenja evolucijskih novina unutar filogenetskih skupina u kojima su evoluirale što u cijeli proces makroevolucije ugrađuje nasljedne osobine na razini vrste u ulozi čimbenika koji nužno ne ovise o samim organizmima koji evoluiraju.

## Nastanak i upotreba pojma
Riječ mikroevolucija prvi put je upotrijebio botaničar Robert Greenleaf Leavitt u časopisu Botanical Gazette 1909. godine, pojašnjavajući ono što je nazvao "misterijom" i opisuje prirodne procese koji iz bezoblične mogu stvoriti oblik.
... Stvaranje oblika ili forme iz bezoblične žive tvari u slučaju jedinke nastale iz jajašca, umnožavanje njenih dijelova i uređeno stvaranje raznolikosti među njima u jednom stvarnom procesu evolucije u kojem svatko može utvrditi činjenice, ali također u kojem nitko nije razriješio misterij u značajnijoj mjeri. Ova mikroevolucija čini dio velikog problema evolucije i leži u njegovom temelju, tako da ćemo očigledno morati prvo dobro razumjeti minorne procese prije nego što budemo mogli temeljito shvatiti onaj općeniti ...
Međutim, Leavitt je tim pojmom opisivao ono što bismo danas nazvali evolucijskom razvojnom biologijom; Tek kada je ruski entomolog Jurij Filipčenko počeo koristiti izraze "makroevolucija" i "mikroevolucija" 1927. godine u svom radu na njemačkom jeziku, Variabilität und Variation, ti pojmovi poprimili su svoje moderno značenje. Pojam mikroevolucije (i makroevolucije) kasnije je u svijet engleskog govornog područja i posljedično u internacionalne rječnike unio Filipčenkov student Theodosius Dobzhansky u svojoj knjizi Genetika i podrijetlo vrsta (1937).